# Modelo del bote de basura
El modelo del bote de basura (también conocido como el proceso del bote de basura, o la teoría del bote de basura) describe la realidad caótica de la toma de decisión organizacional en una anarquía organizada. El modelo se originó en 1972 en un artículo seminal, Un Modelo de Bote de Basura para la Elección Organizacional, escrito por Michael D. Cohen, James G. March, y Johan P. Olsen. El modelo es considerado como una rama de la racionalidad limitada desde la perspectiva de Herbert Alexander Simon.
Las anarquías organizadas son organizaciones, o decisiones situacionales (también conocidas como oportunidades de elección), caracterizadas por preferencias problemáticas (con alto nivel de incertidumbre), tecnología  de información poco clara (para analizar datos o procesar información), y participación fluida. Mientras algunas organizaciones (como las públicas, educativas, y organizaciones ilegítimas) son más caracterizadas frecuentemente  por estos rasgos de anarquía organizada, los rasgos pueden ser parcialmente descritos en cualquier organización.
Dentro de este contexto, desde un punto de vista de anarquía organizada de la decisión organizacional, el modelo del bote de basura simboliza la oportunidad-elección/situación-decisión (por ejemplo: una reunión donde las ideas son discutidas y decididas) como un "bote de basura" los participantes están caoticamente vertiendo problemas y soluciones dentro. El significado del término "bote de basura" se comprende mejor al considerar la manera en que se organizan los artículos en un bote de basura, que es una mezcla desordenada y caótica. El modelo retrata problemas, soluciones, y participantes/tomadores de decisión como tres "corrientes" independientes que son generadas por separado, y que fluyen desconectadas entre cada una. Estas tres corrientes solo se encuentran cuándo la cuarta corriente de oportunidad de elección surge, como un bote de basura, para que las corrientes fluyan dentro. La mix de basura (corrientes) en un simple bote (oportunidad de elección) depende del mix de botes disponibles, de las etiquetas sujetas a cada bote, y de qué basura actualmente está siendo generada. El mix de basura en un simple bote también depende de la velocidad en qué la basura es recogida y sacada de escena, por ejemplo, cuánto tiempo antes de los problemas, soluciones, y/o participantes se movieron a otras oportunidades de elección, o, dependiendo de cuánto tiempo la actual oportunidad de elección quede disponible. Esta visión anárquica de la toma de decisión contrasta con la teoría de decisión tradicional.

## El Modelo del Bote de Basura
Mientras que la teoría de anarquía organizada proporcionó una visión más amplia para describir cómo organizaciones y situaciones de decisión funcionan, el modelo del bote de basura enfoca en cómo las decisiones se consiguen dentro de estas anarquias organizadas. El modelo detalla qué elementos están involucrados en el proceso de toma de decisión, cómo los resultados son generados, y quién/qué es capaz de acceder a esta interacción.

### Corrientes de decisión
El modelo del bote de basura ve las decisiones como resultados de cuatro corrientes independientes (detalladas abajo) dentro de las organizaciones. Previo al modelo del bote de basura,  el proceso de decisión estuvo imaginado de modo muy diferente, como se visualiza, basado en referencias de la literatura fundacional.

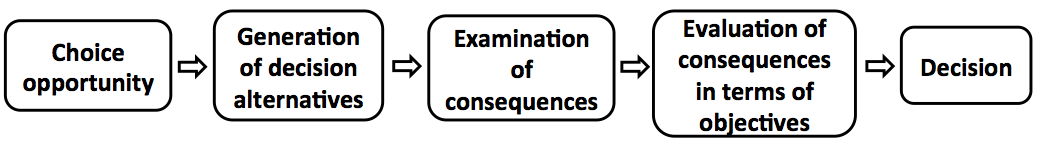
"Aunque puede ser conveniente imaginar que las oportunidades de elección conducen primero a la generación de alternativas de decisión, luego a un examen de sus consecuencias, luego a una evaluación de esas consecuencias en términos de objetivos, y finalmente a una decisión, este tipo de modelo es a menudo una descripción pobre de lo que realmente sucede." Cohen, M. D., Marcha, J. G., & Olsen, J. P. (1972). Un Modelo de Bote de Basura para la Elección Organizacional. Ciencia administrativa Trimestral. 17(1) p. 3

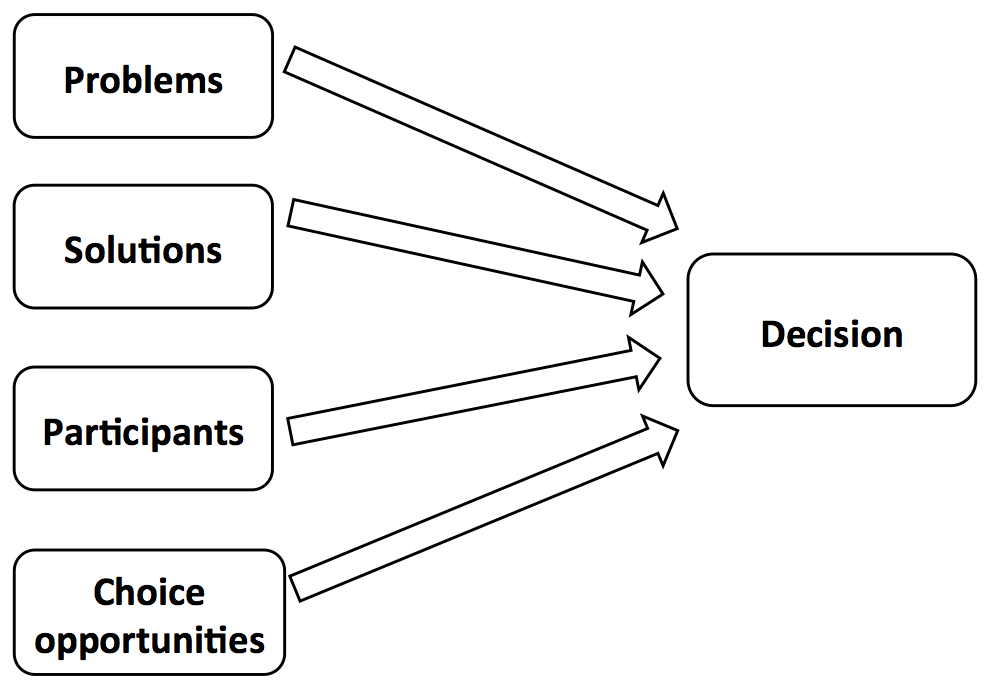
"En el modelo del bote de basura, por otro lado, una decisión es un resultado o interpretación de varios flujos relativamente independientes dentro de una organización." Cohen, M. D., Marcha, J. G., & Olsen, J. P. (1972). Un Modelo de Bote de Basura para la Elección Organizacional. Ciencia administrativa Trimestral. 17(1) p. 3-4

#### Problemas
Los problemas surgen de personas tanto dentro como fuera de la organización, y por muchas razones diferentes, todas ellas consumen atención. Los ejemplos pueden incluir familia, carrera, distribución de estado y dinero, o incluso eventos actuales en los medios. Estos problemas no necesitan ser reales, o realmente importantes, sino solo para ser percibidos como tales por los tomadores de decisiones,sin querer poner botes de basura en esos lugares.

#### Soluciones
Las soluciones son un producto individual o colectivo. Los ejemplos pueden incluir ideas, facturas, programas y procedimientos operativos. Ninguna de las soluciones debe pertenecer a un problema existente. En cambio, los participantes usan las soluciones generadas para buscar activamente problemas que las soluciones pueden resolver.

#### Participantes
Los participantes tienen otras exigencias sobre su tiempo, y llegan y salen activamente del proceso de toma de decisiones. También pueden tener diferentes preferencias para diferentes soluciones.

#### Oportunidades de elección
Las oportunidades de elección brindan a las organizaciones la oportunidad de actuar de modo que se pueden llamar decisiones. Estas oportunidades ocurren regularmente y las organizaciones pueden determinar los momentos de elección. Los ejemplos pueden incluir la firma de contratos, la contratación y el despido de empleados, el gasto de dinero y la asignación de tareas.
Las primeras tres corrientes de problemas, soluciones y participantes fluyen hacia la cuarta corriente de oportunidades de elección y se mezclan en función del azar, el tiempo y quién está presente..

### El Campo de Decisión
Mientras que las tres primeras corrientes de problemas, soluciones y participantes se encuentran en la oportunidad de elección (por ejemplo, una opción para contratar un nuevo empleado), el campo de decisión/elección es el dominio más grande donde las cuatro de estas secuencias se encuentran. Este campo puede ser el tipo de organización (gobierno, escuela, universidad) o el entorno más amplio en el que se está produciendo esta interacción. Por ejemplo, una junta o comité puede ser un campo de elección, mientras que las elecciones anuales del comité pueden ser una oportunidad de elección. Las oportunidades de elección también pueden moverse entre diferentes ámbitos de elección, como una decisión que se pasa entre los comités o departamentos.

### Resultados de decisión
Los resultados de cómo se mezclan las cuatro corrientes en un campo de elección pueden variar. A veces las decisiones se toman. Otras veces no se toman decisiones. Otras veces, las decisiones se toman, pero no resuelven el problema que debían resolver.

#### Resolución
La resolución ocurre cuando las opciones tomadas resuelven el problema que se estaba abordando. Este éxito ocurre cuando surgen problemas en las oportunidades de elección, y los tomadores de decisiones presentes tienen la energía / capacidad para abordar adecuadamente las demandas de los problemas.

#### Vigilancia
La vigilancia se produce cuando se toma una decisión antes de que el problema llegue a ella. Esto sucede cuando llegan oportunidades de elección y no se les agregan problemas. Esto puede deberse a problemas relacionados con otros campos de elección en este momento. Si hay suficiente energía disponible para hacer una elección rápidamente, los participantes tomarán la decisión y seguirán adelante antes de que llegue el problema relevante.

#### Vuelo
El vuelo ocurre cuando se toma una decisión después de que el problema desaparece. Esto sucede cuando los problemas se asocian a oportunidades de elección durante un período de tiempo y excede la energía de sus respectivos responsables de la toma de decisiones para mantenerse enfocados en el problema. El problema original puede pasar a otra arena de elección. Ejemplos son la presentación, o el envío de decisiones a los subcomités, donde los problemas pueden no apegarse a las soluciones.

### Implicaciones tempranas
Las simulaciones del modelo de  Fortran, utilizadas en el documento original, descubrieron que, con frecuencia, las decisiones no se toman para resolver problemas. Se encontró que los procesos de toma de decisiones son muy sensibles a las variaciones en la energía y el tiempo. También se encontró que los tomadores de decisiones y los problemas se buscaban mutuamente, y continúan encontrándose.
Tres aspectos clave de la eficiencia del proceso de decisión son la actividad problemática, la latencia del problema y el tiempo de decisión. La actividad problemática es la cantidad de tiempo que los problemas no resueltos se asocian activamente a situaciones de elección. Esta es una medida aproximada del potencial de conflicto de decisión en una organización. La latencia del problema es la cantidad de tiempo que pasan los problemas activados pero no vinculados a las elecciones. El tiempo de decisión es la persistencia de las elecciones. Se supondría que las buenas estructuras organizativas mantendrían baja la actividad problemática y la latencia del problema al resolver rápidamente los problemas con las elecciones. Notablemente, este resultado no se observó en el modelo del bote de basura.
Los procesos del modelo son muy interactivos, y algunos fenómenos dependen de combinaciones específicas de otras estructuras en juego. Se encontraron problemas más importantes para ser resueltos que los no importantes, y las opciones importantes tenían menos probabilidades de resolver problemas que las menos importantes.

## Los orígenes del Modelo
Mientras todavía era un estudiante de doctorado en la Universidad de Bergen en Noruega, Johan P. Olsen llegó a la Universidad de California, Irvine como académico visitante de 1968-1969. En ese momento, James G. March era decano de la Facultad de Ciencias Sociales (1964-1969) y profesor de psicología y sociología en la Universidad de California en Irvine (1964-1970). Coincidiendo con el momento de la visita de Olsen, y el año pasado de March como decano, Michael D. Cohen era estudiante de doctorado en la Universidad de California, Irvine, y apenas comenzaba su trabajo como asistente de investigación en marzo. Los tres académicos estuvieron presentes en el momento adecuado para presenciar que la universidad realiza un proceso de búsqueda para contratar a un nuevo decano. Finalmente, el proceso de búsqueda finalizó con ninguno de los posibles candidatos siendo elegido, y el jefe del comité de búsqueda tomó el cargo de decano. Durante una entrevista, Olsen describe el caótico proceso de toma de decisiones que observó en la universidad a lo largo de este proceso de búsqueda y cómo sirvió como una experiencia fundamental para que los tres académicos colaboraran y produjeran su modelo. Olsen explica en esta entrevista cómo temas que anteriormente se consideraban importantes para el proceso de toma de decisiones, como si los actores fueran razonables o racionales, en realidad demostraron ser menos importantes y en su lugar fueron superados por cuestiones como la falta de tiempo de los participantes. Un ejemplo proporcionado fue la presencia de un profesor en una reunión, solo para ausentarse de la siguiente reunión debido a compromisos de viaje profesionales, que pueden ser comunes para los profesores de la universidad. Esto llevó a Olsen a considerar un modelo contextual de toma de decisiones, que examinaba la capacidad de hacer cálculos e implementarlos, en oposición a los modelos que se centraban en la motivación. Olsen observó que los encargados de la toma de decisiones se dan mutuamente la cabeza, y otras comunicaciones no verbales, en las reuniones, y señalan la posible comunicación o mala comunicación que esto puede haber conllevado. Olsen también destacó cómo el proceso de toma de decisiones del comité de búsqueda se vio afectado al malinterpretar el silencio del decano actual (marzo) con respecto a los solicitantes como una señal de falta de apoyo, cuando en realidad esta no era una interpretación precisa de las preferencias del decano. Por lo tanto, Olsen se interesó por examinar la toma de decisiones colectiva, en lugar de individual, y cómo las rutinas y el azar pueden afectar el proceso de toma de decisiones. Todos estos factores conducirían al desarrollo del modelo de cubo de basura.
Para 1972, marzo, Cohen y Olsen habían encontrado su camino desde la Universidad de California, Irvine, hasta la Universidad de Stanford, en los cargos de profesor, becario postdoctoral y profesor visitante, respectivamente. Ese año, publicaron el documento seminal Un modelo de bote de basura para la elección organizacional. En este documento, los autores utilizaron la versión 5 del lenguaje de programación Fortran para traducir sus ideas en un modelo de simulación por computadora de un proceso de toma de decisiones de basurero.